# Puchar Włoch w rugby union mężczyzn
Trofeo Eccellenza (do 2010 Coppa Italia) – organizowane przez Federazione Italiana Rugby rozgrywki o randze pucharu Włoch.
Puchar Włoch jest organizowany corocznie, pierwsza edycja odbyła się w 1967 roku, jednak w całej historii wystąpiły przerwy w przyznawaniu trofeum (lata 1973–1980, 1982–1994, 1995–1997, 2001–2002). W latach 2002–2009 rozgrywki organizowała nieistniejąca już Lega Italiana Rugby d'Eccellenza, która zarządzała też Super 10 – najwyższą klasą rozgrywek ligowych.
W związku z dołączeniem dwóch włoskich klubów do Ligi Celtyckiej, które przejęły też obydwa włoskie miejsca w Pucharze Heinekena, zmienił się również system rozgrywania Coppa Italia. Od sezonu 2010/11 drużyny najwyższej klasy rozgrywkowej, z wyłączeniem czterech zespołów uczestniczących w Europejskim Pucharze Challenge, uczestniczą w walce o to trofeum w zmienionej formule. Dwie grupy po trzy drużyny rywalizują systemem kołowym w terminach, w których odbywają się mecze ERCC2, zwycięzcy grup spotykają się natomiast na neutralnym stadionie w meczu finałowym, rozstrzygającym o triumfie w Trofeo Eccellenza.
Obecną formułę krytykują zarówno dziennikarze, jak i trenerzy.